# 이성질핵
이성질핵(異性質核, 영어: nuclear isomer)은 원자핵의 준안정 상태이며, 이 상태에서는 하나 이상의 핵자(양성자 또는 중성자)가 들뜬 상태 준위(더 높은 에너지 준위)를 차지한다. "준안정"은 들뜬 상태의 반감기가 10−9초 이상으로, "즉발" 반감기(일반적으로 10−12초 수준)로 붕괴하는 들뜬 핵 상태의 반감기보다 100~1000배 더 긴 핵을 의미한다. 일부 참고 문헌에서는 준안정 반감기를 정상적인 "즉발" 유도 감마 방출 반감기와 구분하기 위해 5×10−9초를 권장한다. 때로는 반감기가 훨씬 더 길어 몇 분, 몇 시간 또는 몇 년 동안 지속될 수도 있다. 예를 들어, 180m
73Ta
 이성질핵은 매우 오랫동안(최소 2.9×1017년) 자발적으로 붕괴하는 것이 관찰되지 않았다. 이성질핵의 반감기는 186m
75Re
, 192m2
77Ir
, 210m
83Bi
, 212m
84Po
, 242m
95Am
 및 여러 홀뮴 이성질핵에서 볼 수 있듯이, 동일한 핵종의 바닥 상태보다 길 수도 있다.
때때로 준안정 상태의 감마 붕괴를 이성질핵 전이라고 하지만, 이 과정은 준안정 모 이성질핵의 장수명 특성을 제외하고는 모든 외부 측면에서 단수명 감마 붕괴와 유사하다. 이성질핵의 준안정 상태 수명이 더 긴 이유는 바닥 상태에 도달하기 위해 감마 방출에 관여해야 하는 핵 스핀 변화의 정도가 크기 때문이다. 이러한 큰 스핀 변화는 이러한 붕괴를 금지 전이로 만들고 지연시킨다. 방출 지연은 사용 가능한 붕괴 에너지가 낮거나 높기 때문에 발생한다.
최초의 이성질핵 및 붕괴-딸 핵 시스템(우라늄 X2/우라늄 Z, 현재는 234m
91Pa
/234
91Pa
로 알려짐)은 1921년 오토 한에 의해 발견되었다.

## 이성질핵의 핵
이성질핵의 핵은 바닥 상태에 있는 비들뜬 핵보다 높은 에너지 상태를 차지한다. 들뜬 상태에서 핵 내의 하나 이상의 양성자 또는 중성자는 사용 가능한 핵 궤도보다 높은 에너지의 핵 궤도를 차지한다. 이러한 상태는 원자의 들뜬 전자 상태와 유사하다.
들뜬 원자 상태가 붕괴할 때, 에너지는 형광을 통해 방출된다. 전자 전이에서 이 과정은 일반적으로 가시광선 범위 근처의 빛 방출을 포함한다. 방출되는 에너지의 양은 결합 해리 에너지 또는 이온화 에너지와 관련되며 일반적으로 결합당 몇 eV에서 수십 eV 범위이다. 그러나 핵 과정에는 훨씬 더 강한 유형의 핵 결합 에너지가 관련된다. 이 때문에 대부분의 핵 들뜬 상태는 감마선 방출로 붕괴한다. 예를 들어, 다양한 의료 절차에 사용되는 잘 알려진 이성질핵은 약 6시간의 반감기를 가지고 140 keV 에너지의 감마선을 방출하며 붕괴하는 99m
43Tc
이다. 이 에너지는 의료 진단 X선 에너지와 유사하다.
이성질핵은 감마선 방출에 필요한 핵 스핀의 큰 변화로 인해 감마 붕괴가 "금지"되어 반감기가 길다. 예를 들어, 180m
73Ta
은 스핀이 9이고 스핀이 1인 180
73Ta
으로 감마 붕괴해야 한다. 유사하게, 99m
43Tc
은 스핀이 1/2이고 스핀이 9/2인 99
43Tc
로 감마 붕괴해야 한다.
대부분의 준안정 이성질핵은 감마선 방출을 통해 붕괴하지만, 내부 전환을 통해서도 붕괴할 수 있다. 내부 전환 동안, 핵 탈여기 에너지는 감마선으로 방출되지 않고, 대신 원자의 내부 전자 중 하나를 가속하는 데 사용된다. 이러한 들뜬 전자들은 고속으로 떠난다. 이는 내부 원자 전자가 핵을 관통하여 핵의 양성자가 다른 방식으로 재배열될 때 생성되는 강렬한 전기장의 영향을 받기 때문에 발생한다.
에너지적으로 안정성에서 멀리 떨어진 핵에서는 더 많은 붕괴 모드가 알려져 있다.
핵분열 후, 생성될 수 있는 여러 핵분열 생성물은 준안정 이성질핵 상태를 가질 수 있다. 이러한 조각들은 일반적으로 에너지 및 각운동량 측면에서 고도로 들뜬 상태로 생성되며 즉발 탈여기 과정을 거친다. 이 과정이 끝나면 핵은 바닥 상태와 이성질핵 상태 모두를 채울 수 있다. 이성질핵의 반감기가 충분히 길면, 이성질핵 생산율을 측정하고 바닥 상태의 생산율과 비교하여 소위 이성질핵 수율 비율을 계산할 수 있다.

## 준안정 이성질핵
준안정 이성질핵은 핵융합 또는 다른 핵반응을 통해 생성될 수 있다. 이런 식으로 생성된 핵은 일반적으로 하나 이상의 감마선 또는 전환 전자 방출을 통해 이완되는 들뜬 상태로 존재를 시작한다. 때때로 탈여기 과정이 핵의 바닥 상태로 완전히 빠르게 진행되지 않는다. 이는 일반적으로 중간 들뜬 상태의 스핀이 바닥 상태의 스핀과 크게 다를 때 스핀 이성질핵으로 발생한다. 방출 후 상태의 스핀이 방출 상태의 스핀과 크게 다르면, 특히 여기 에너지가 낮을 경우 감마선 방출이 방해된다. 이 상황에서 들뜬 상태는 준안정 상태보다 낮은 여기 에너지를 가진 중간 스핀의 다른 상태가 없을 경우 준안정 상태가 될 좋은 후보이다.
특정 동위 원소의 준안정 이성질핵은 일반적으로 "m"으로 표시된다. 이 표시는 원자의 질량수 뒤에 배치된다. 예를 들어, 코발트-58m1은 58m1
27Co
으로 약칭되며, 여기서 27은 코발트의 원자 번호이다. 하나 이상의 준안정 이성질핵을 가진 동위 원소의 경우, 지정 뒤에 "지수"가 배치되며, m1, m2, m3 등으로 레이블이 지정된다. 증가하는 지수 m1, m2 등은 각 이성질핵 상태에 저장된 여기 에너지 수준의 증가와 관련이 있다(예: 하프늄-178m2 또는 178m2
72Hf
).

또 다른 종류의 준안정 핵 상태(이성질핵)는 핵분열 이성질핵 또는 모양 이성질핵이다. 대부분의 악티늄족 핵은 바닥 상태에서 구형이 아니라 장축 회전 타원체이며, 다른 축보다 긴 대칭축을 가지고 있어 미식축구공이나 럭비공과 유사하다. 이러한 기하학적 구조는 양성자와 중성자의 분포가 구형 기하학적 구조에서 너무 멀리 떨어져 있어 핵 바닥 상태로의 탈여기 현상이 강하게 억제되는 양자역학적 상태를 초래할 수 있다. 일반적으로 이러한 상태는 "일반적인" 들뜬 상태보다 훨씬 느리게 바닥 상태로 탈여기되거나, 나노초 또는 마이크로초 정도의 반감기로 자발 핵분열을 겪는다. 이는 매우 짧은 시간이지만, 일반적인 핵 들뜬 상태의 반감기보다 훨씬 긴 시간이다. 핵분열 이성질핵은 "m" 대신 접미사 또는 위첨자 "f"로 표시될 수 있으며, 예를 들어 플루토늄-240의 핵분열 이성질핵은 플루토늄-240f 또는 240f
94Pu
로 표시될 수 있다.

## 거의 안정적인 이성질핵
대부분의 핵 들뜬 상태는 매우 불안정하여 10−12 초 정도 존재한 후 "즉시" 여분의 에너지를 방출한다. 결과적으로 "이성질핵"이라는 명칭은 일반적으로 반감기가 10−9 초 이상인 구성에만 적용된다. 양자역학은 특정 원자종이 이 더 엄격한 기준에 의해서도 비정상적으로 긴 수명을 가진 이성질핵을 가지고 흥미로운 특성을 가질 것이라고 예측한다. 일부 이성질핵은 매우 오래 지속되어 상대적으로 안정적이며 대량으로 생산 및 관찰될 수 있다.
자연적으로 발생하는 가장 안정한 이성질핵은 180m
73Ta
으로, 모든 탄탈럼 샘플에 약 8,300분의 1의 비율로 존재한다. 그 반감기는 적어도 2.9×1017년으로 이론화되어 있으며, 이는 우주의 나이보다 훨씬 길다. 이성질핵 상태의 낮은 여기 에너지는 180
Ta
 바닥 상태(그 자체는 베타 붕괴로 방사성이고 반감기는 8시간에 불과함)로의 감마 탈여기 및 하프늄으로의 직접 전자 포획 또는 텅스텐으로의 베타 붕괴가 스핀 불일치로 인해 억제되도록 한다. 이 이성질핵의 기원은 신비롭지만, 초신성(대부분의 다른 무거운 원소와 마찬가지로)에서 형성되었다고 믿어진다. 만약 이성질핵이 바닥 상태로 이완된다면, 75 전자볼트의 광자 에너지를 가진 광자를 방출할 것이다.
1988년 C. B. 콜린스(C. B. Collins)에 의해 180m
Ta
이 더 약한 X선에 의해 강제로 에너지를 방출할 수 있다는 이론이 처음 보고되었지만, 당시에는 이 탈여기 메커니즘이 관찰된 적이 없었다. 그러나 이 핵의 중간 고준위(E ≈ 1 MeV)의 공명 광여기(photo-excitation)에 의한 180m
Ta
의 탈여기 현상은 1999년 슈투트가르트 핵물리 그룹의 벨릭(Belic)과 동료 연구원들에 의해 관찰되었다.
178m2
72Hf
는 또 다른 상당히 안정적인 이성질핵이다. 31년의 반감기를 가지며, 이와 유사하게 긴 수명을 가진 이성질핵 중 가장 높은 여기 에너지를 가진다. 1그램의 순수 178m2
Hf
는 약 1.33기가줄의 에너지를 포함하며, 이는 약 315 kg (700 lb)의 TNT 폭발량과 맞먹는다. 178m2
Hf
의 자연 붕괴에서 에너지는 총 2.45 MeV의 감마선으로 방출된다. 180m
Ta
과 마찬가지로, 178m2
Hf
가 에너지를 방출하도록 자극 방출될 수 있다는 논란의 여지가 있는 보고서가 있다. 이 때문에 이 물질은 감마선 레이저의 가능한 원천으로 연구되고 있다. 이러한 보고서에 따르면 에너지가 매우 빠르게 방출되어 178m2
Hf
가 엑사와트 수준의 매우 높은 출력을 생산할 수 있다. 다른 이성질핵들도 감마선 자극 방출의 가능한 매개체로 연구되었다.
홀뮴의 이성질핵인 166m1
67Ho
은 1,200년의 반감기를 가지며, 이는 홀뮴 방사성 핵종 중 거의 가장 긴 반감기이다. 4,570년의 반감기를 가진 163
Ho
만이 더 안정적이다.
229
90Th
는 바닥 상태보다 겨우 8.355733554021(8) eV 높은 놀랍도록 낮은 준안정 이성질핵을 가지고 있다. 이 낮은 에너지는 원자외선 파장인 148.3821828827(15) nm의 "감마선"을 생성하여 직접적인 핵 레이저 분광학을 가능하게 한다. 그러나 이러한 초정밀 분광학은 충분히 정밀한 초기 파장 추정치 없이는 시작될 수 없었는데, 이는 20년(2003년부터 2024년까지)의 노력 끝에 2024년에야 달성되었다. 에너지가 너무 낮아 원자의 이온화 상태가 반감기에 영향을 미친다. 중성 229m
90Th
은 반감기 7±1 µs로 내부 전환에 의해 붕괴하지만, 이성질핵 에너지가 토륨의 두 번째 이온화 에너지인 11.5 eV보다 작기 때문에 이 채널은 토륨 양이온에서는 금지되어 229m
90Th+
은 반감기 1740±50 s로 감마 방출에 의해 붕괴한다. 이 적당한 수명은 전례 없는 정확성을 가진 핵시계의 개발을 가능하게 한다.

## 스핀이 큰 붕괴 억제
들뜬 핵의 감마 붕괴를 억제하고 준안정 이성질핵의 존재를 가능하게 하는 가장 흔한 메커니즘은 들뜬 상태가 스핀 각운동량에서 가장 흔한 양인 1ℏ만큼 핵 각운동량을 변경하는 붕괴 경로가 없다는 것이다. 이 변경은 스핀이 1단위인 감마 광자를 방출하는 데 필요하다. 각운동량에서 2단위 이상의 정수 변경도 가능하지만, 방출된 광자가 추가적인 각운동량을 운반한다. 1단위 이상의 변경은 금지 전이로 알려져 있다. 방출된 감마선이 운반해야 하는 1단위보다 큰 스핀 변화가 추가될 때마다 붕괴율은 약 5자리수 감소한다. 알려진 가장 큰 스핀 변화인 8단위는 180mTa의 붕괴에서 발생하며, 이는 1단위와 관련된 붕괴를 1035배 억제한다. 10−12초의 자연 감마 붕괴 반감기 대신, 붕괴가 아직 관찰되지 않았으며, 적어도 1025초, 또는 최소 2.9×1017년의 반감기를 가질 것으로 추정된다.
핵이 스핀이 0인 상태에서 시작할 경우 감마 방출은 불가능하다. 이러한 방출은 각운동량 보존을 만족시키지 못하기 때문이다.

## 응용
하프늄 이성질핵(주로 178m2Hf)은 매우 강력한 감마선을 방출하도록 유도될 수 있다는 주장이 있어 핵확산방지조약을 회피하는 데 사용될 수 있는 무기로 고려되었다. 이러한 주장은 일반적으로 부정되고 있다. DARPA는 이러한 이성질핵의 사용을 조사하는 프로그램을 진행했다. 핵 동위 원소로부터의 에너지의 급격한 방출을 유발할 가능성은 그러한 무기에서의 사용의 전제 조건이며 논란의 여지가 있다. 그럼에도 불구하고 2003년에는 동위 원소의 대량 생산 방법을 평가하기 위해 12명의 하프늄 이성질핵 생산 패널(HIPP)이 구성되었다.
테크네튬 이성질핵인 99m
43Tc
 (반감기 6.01시간)과 95m
43Tc
 (반감기 61일)은 의료 및 산업 분야에 사용된다.

### 핵전지

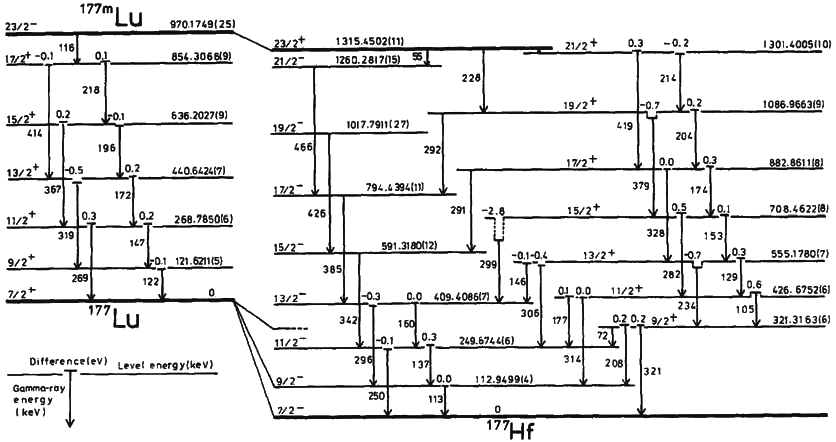
루테튬-177^{m}이 하프늄-177로 전환되는 핵붕괴 경로

핵전지는 높은 에너지 밀도를 가진 적은 양(밀리그램 및 마이크로퀴리)의 방사성 동위 원소를 사용한다. 한 베타전지(betavoltaic) 장치 설계에서는 방사성 물질이 P형 및 N형 규소 인접층을 가진 장치 위에 놓여 있다. 이온화 방사선은 접합부를 직접 관통하여 전자-정공 쌍을 생성한다. 이성질핵은 다른 동위 원소를 대체할 수 있으며, 추가 개발을 통해 필요에 따라 붕괴를 유발하여 켜고 끌 수 있을 것이다. 이러한 용도로 현재 고려되는 후보로는 108Ag, 166Ho, 177Lu, 242Am이 있다. 2004년 기준으로 성공적으로 트리거된 유일한 이성질핵은 180mTa로, 방출된 것보다 더 많은 광자 에너지가 필요했다.
177Lu와 같은 동위 원소는 핵 내부의 일련의 에너지 준위를 통해 붕괴하여 감마선을 방출하며, 트리거링 단면적을 충분히 정확하게 파악하면 고폭탄 또는 기타 기존 화학 에너지 저장 장치보다 106배 더 농축된 에너지 저장 장치를 만들 수 있을 것으로 생각된다.

## 붕괴 과정
이성질핵 전이 또는 내부 전이(IT)는 이성질핵이 더 낮은 에너지의 핵 상태로 붕괴하는 과정이다. 실제 과정에는 두 가지 유형(모드)이 있다.
- γ (감마선) 방출 (고에너지 광자 방출),
- 내부 전환 (에너지가 원자의 전자 중 하나를 방출하는 데 사용됨).

이성질핵은 다른 원소로 붕괴할 수 있지만, 붕괴 속도는 이성질핵마다 다를 수 있다. 예를 들어, 177mLu는 160.4일의 반감기로 177Hf로 베타 붕괴하거나, 160.4일의 반감기로 177Lu로 이성질핵 전이를 겪을 수 있으며, 이는 다시 6.68일의 반감기로 177Hf로 베타 붕괴한다.
들뜬 핵 상태에서 감마선이 방출되면 핵은 에너지를 잃고 더 낮은 에너지 상태, 때로는 바닥 상태에 도달할 수 있다. 어떤 경우에는 핵반응 또는 다른 유형의 방사성 붕괴 후 들뜬 핵 상태가 준안정 핵 들뜬 상태가 될 수 있다. 일부 핵은 이 준안정 들뜬 상태에서 몇 분, 몇 시간, 며칠, 또는 때로는 훨씬 더 오랫동안 머무를 수 있다.
이성질핵 전이 과정은 다른 들뜬 핵 상태에서의 감마 방출과 유사하지만, 반감기가 더 긴 핵의 들뜬 준안정 상태를 포함한다는 점에서 다르다. 다른 들뜬 상태와 마찬가지로, 핵은 알파 입자, 베타 입자 또는 다른 유형의 입자 방출 후 이성질핵 상태에 남을 수 있다.
감마선은 에너지를 가장 강하게 결합된 전자 중 하나에 직접 전달하여 전자가 원자에서 방출되도록 할 수 있는데, 이 과정을 광전 효과라고 한다. 이는 중간 입자로 감마선 광자가 생성되지 않는 내부 전환 과정과 혼동해서는 안 된다.

## 같이 보기
- 이성질핵 전이